# Либишево
Либишево или Либешево (грч. Άγιος Ηλίας, до 1927. грч. Λιμπίσοβο, до 1949. грч. Αϊλιάς) је насељено место у општини Рупишта у периферији Западна Македонија, Грчка. Према попису из 2021. године било је 10 становника.
Према бугарском географу и историчару, Василу Канчову, у Либишеву је 1900. године живело 350 Словена хришћана. Македонски историчар Тодор Симовски, 1998. године наводи да је Либишево словенско насеље.